# Jaméricourt
 Jaméricourt  es una comuna y población de Francia, en la región de Picardía, departamento de Oise, en el distrito de Beauvais y cantón de Chaumont-en-Vexin.
Su población en el censo de 1999 era de 200 habitantes.
Está integrada en la Communauté de communes du Vexin Thelle.

## Demografía
| 53 | 68 | 75 | 92 | 166 | 200 |
| Para los censos de 1962 a 1999 la población legal corresponde a la población sin duplicidades (Fuente: INSEE [Consultar]) |    |    |    |     |     |

- Datos: Q686424
- Multimedia: Jaméricourt / Q686424

1. ↑  Worldpostalcodes.org, código postal n.º 60240.
2. ↑  INSEE, Datos de población para el año 2012 de Jaméricourt (en francés).